# Rangen (Bischofsgrün)
Rangen ist ein Gemeindeteil der Gemeinde Bischofsgrün im Landkreis Bayreuth (Oberfranken, Bayern). Rangen liegt in der Gemarkung Bischofsgrün.

## Geografie
Das Dorf liegt am Weißen Main. Im Norden grenzt der Bischofsgrüner Forst an. Die Bundesstraße 303 führt nach Glasermühle (1 km südwestlich) bzw. nach Birnstengel (1,4 km östlich). Eine Gemeindeverbindungsstraße führt nach Bischofsgrün (1 km südöstlich).

## Geschichte
Rangen gehörte zur Realgemeinde Bischofsgrün. Gegen Ende des 18. Jahrhunderts bestand Rangen aus einem Anwesen. Die Hochgerichtsbarkeit stand dem bayreuthischen Stadtvogteiamt Berneck zu. Das Kastenamt Gefrees war Grundherr des Gütleins.
Von 1797 bis 1810 unterstand Rangen dem Justiz- und Kammeramt Gefrees. Infolge des Ersten Gemeindeedikts wurde Rangen dem 1812 gebildeten Steuerdistrikt Bischofsgrün und der zugleich entstanden Ruralgemeinde Birnstengel zugewiesen. Mit dem Zweiten Gemeindeedikt (1818) wurde die Gemeinde Birnstengel nach Bischofsgrün eingegliedert.

### Einwohnerentwicklung
| Jahr      | 001818 | 001819 | 001861 | 001871 | 001885 | 001900 | 001925 | 001950 | 001961 | 001970 | 001987 |
| Einwohner | *      | *      | *      | 38     | 57     | 47     | 45     | 106    | 94     | 75     | 63     |
| Häuser    | *      |        |        |        | 6      | 6      | 6      | 8      | 14     |        | 19     |
| Quelle    | [ 6 ]  | [ 9 ]  | [ 10 ] | [ 11 ] | [ 12 ] | [ 13 ] | [ 14 ] | [ 15 ] | [ 16 ] | [ 17 ] | [ 1 ]  |

## Religion
Rangen ist evangelisch-lutherisch geprägt und war ursprünglich nach St. Trinitatis (Berneck) gepfarrt. Seit dem 19. Jahrhundert ist die Pfarrei St. Matthäus (Bischofsgrün) zuständig.